# 7098 Reaumur
A 7098 Reaumur (ideiglenes jelöléssel 1993 TK39) a Naprendszer kisbolygóövében található aszteroida. Eric Walter Elst fedezte fel 1993. október 9-én.